# François Tombalbaye
François Tombalbaye, znany także jako Ngarta Tombalbaye lub N'Garta Tombalbaye (ur. 15 czerwca 1918, zm. 13 kwietnia 1975) – czadyjski polityk, pierwszy prezydent niepodległego Czadu. 

## Życiorys
Pochodził z rodziny animistycznej, ale przeszedł na protestantyzm. Jako jeden z pierwszych przedstawicieli ludu Sara otrzymał wykształcenie wyższe. Zamierzał zostać nauczycielem. Był organizatorem związków zawodowych. W 1947 założył Postępową Partię Czadu i kierował nią do czasu uzyskania przez Czad niepodległości. W okresie poprzedzającym to wydarzenie opowiadał się za pełną integracją animistyczno-chrześcijańskiego południa i islamskiej północy kraju, ale później przyjął stanowisko krańcowo odmienne i faworyzował (podobnie jak rząd kolonialny) lud Sara. 
W 1960 roku objął urząd prezydenta Czadu. Wprowadził on rządy dyktatorskie i monopartyjne. Polityka faworyzowania chrześcijańsko-animistycznego Południa doprowadziła w 1965 roku do wybuchu wojny domowej z islamską Północą. W latach 70. konflikt uległ nasileniu na skutek poparcia rebeliantów przez Libię. W 1973 roku zgodził się na zajęcie przez wojsko libijskie tzw. Strefy Aozou. W zamian Libijczycy wstrzymali pomoc dla rebeliantów i zaoferowali pomoc gospodarczą. Odsunięty od władzy i zabity w wyniku wojskowego zamachu stanu z 1975 roku.